# Marta Borkowska (lekkoatletka)
Marta Borkowska (ur. 26 grudnia 1982) – polska lekkoatletka specjalizująca się w skoku wzwyż. Medalistka mistrzostw Polski.

## Kariera
Borkowska kilkukrotnie zdobywała medale mistrzostw Polski w kategorii seniorów – w rywalizacji na otwartym stadionie zdobyła brązowy medal w skoku wzwyż w 2005 roku (wynikiem 1,81 m), a w rywalizacji halowej zdobyła w tej konkurencji srebrny medal w 2005 (1,79 m) i brązowy rok później (1,74 m).
Jest także medalistką młodzieżowych mistrzostw Polski.
Rekord życiowy: 1,84 m (hala; 21 stycznia 2005, Lublin), 1,87 m (stadion; 27 maja 2006, Biała Podlaska)